# Kostel svatého Jana Křtitele (Určice)
Kostel svatého Jana Křtitele je katolický farní kostel v Určicích.

## Historie
Malý kamenný kostel se v Určicích nacházel snad již roku 1288. Postupně procházel stavebními úpravami. Pro kostel byla významná fundace Kateřiny z Kravař a Plumlova, která kostelu věnovala rozlehlé pozemky s cílem zabezpečit soběstačnost církevní obce. Kromě toho darovala i množství liturgických předmětů, které se v kostele nacházely až do vykradení roku 1784. Šlechtična, příslušnice významného moravského rodu pánů z Kravař, si přála být v kostele pohřbena. Koncem 20. století byla otevřena krypta s několika ostatky, ale ty patřily zdejším duchovním z 18. století.
Věž stojící vedle kostela pochází z poloviny 15. století. Počátkem 19. století se stal kostel sv. Jana Křtitele významným poutním místem. Mariánské poutě zanikly před I. světovou válkou a byly obnoveny v 21. století. Generální opravou kostel prošel v 90. letech 20. století. Bylo třeba zpevnit základy a zamezit posunu budovy. Posloupnost určických farářů

### Znění fundace
Já, Panna Kateřina z Plumlova, učinila jsem fundaci tohoto kostela městečka Určic r. 1428 při starém kostele Matky Boží, založení sv. Jana Křtitele, předně aby se v tom kostele služba Boží tím bedlivěji od kněží řádných podle Církve vykonávala. K tomu jsem se sama přičinila, a co kdy k službě Boží přináleží, to jsem svým nákladem koupiti dala.
    1. Čtyři kalichy stříbrné, pozlacené, dva hrubé a dva malé, neb jsem se dívati nemohla, že kněží při mši svaté olověných užívali.
    2. Kříž stříbrný, pozlacený, aby lidé pamatovali na umučení Krista Pána, ze svého udělati jsem dala.
    3. Pro rozdíl kněží římských ornátů k službě Boží šest jsem najednala.
    4. Kápi zlatohlavou, roucho červené i bílé.
    5. Obraz sv. Prokopa, zúplna celý i vrub jeho, v křišťále stříbrem obtažený, z pokoje mého dáti jsem poručila.
    6. Knih žaltářních, misálů, graduálů latinských, aby se z nich obyčejem římským v tomto kostele zpívalo bez nedostatku, za své peníze koupila jsem.
    7. Kněz aby služby Boží pilen byl, procesí, mší svatých nezanedbával a dvakrát do týhodne aby votivu míval, jednu „pro fundátore“ v úterý a druhou „pro defunctis“ v pátek.
Vychování toto jemu bude:
    8. Dvacet kráv ode dvora dala jsem.
    9. Desátek, jeden každý podle roli své.
    10. Faráři šest čtvrtí rolí ode dvoru mého s Nivú nad vývozem také jsem jemu poručila. (asi 37ha)
    11. K tomu tři sedláky, aby faráři robotovali, platy při sv. Václavě a sv. Jiří dáti jsem poručila až do skonání světa.
    12. Louka v Sedliskách, má vlastní, faráři jest dána, aby každý čtvrtek s monstrancí kol kostela chodil.
    13. Lesů 40 provázků zdéli a 40 zšíři* svobodně užívati má, též dva páry chrtů chovati a
s nimi štváti svobodně má.
    14. Zahradníků 9, povinovati jsou k faře robotovati a platy dávati.
    Já, Panna Kateřina z Plumlova, ležím a odpočívám v prachu země v kostele Určickém, před oltářem sv. Jana kamenem přivalena.
    Modlete se za mne! Amen. 

## Mariánské poutní místo
Na cestě z Určic do Prostějova stávala borovice na niž voják Bartoloměj Hrdiboský umístil obraz Panny Marie. Lidé se k obrazu přicházeli modlit za uzdravení. Když začalo docházet k zázračným uzdravením pověst obrazu se rozšířila do širšího okolí. Věřící z Určic obraz přenesli do kostela sv. Jana Křtitele v Určicích.